# Tour de Noruega 2025
La 14.ª edición del Tour de Noruega (oficialmente: Tour of Norway) se celebró entre el 29 de mayo al 1 de junio de 2025 con inicio en la ciudad de Solakrossen y final en la ciudad de Stavanger en Noruega. El recorrido constó de un total de 4 etapas sobre una distancia total de 658,9 km.
La prueba hizo parte del UCI ProSeries 2025 dentro de la categoría 2.Pro y fue ganada por el británico Matthew Brennan del Visma | Lease a Bike. Completaron el podio, como segundo y tercer clasificado respectivamente, el monegasco Victor Langellotti del INEOS Grenadiers y el suizo Jan Christen del UAE Emirates XRG.

## Equipos participantes
Tomaron parte en la carrera 17 equipos: 7 de categoría UCI WorldTeam, 5 de categoría UCI ProTeam, 4 de categoría Continental y el equipo nacional noruego, formando así un pelotón de 102 ciclistas de los que acabaron 88. Los equipos participantes fueron:
| WorldTeams (7)- Team Visma \| Lease a Bike - UAE Team Emirates XRG - Alpecin-Deceuninck - Ineos Grenadiers - Intermarché-Wanty - Red Bull-BORA-hansgrohe - Team Picnic-PostNL ProTeams (5)- Lotto - Israel-Premier Tech - Unibet Tietema Rockets - Uno-X Mobility - Team Flanders-Baloise Equipos continentales (4)- Team Coop-Repsol - Lillehammer CK Continental Team - ColoQuick - Project Echelon Racing Equipo nacional- Noruega |
| |

## Recorrido
El Tour de Noruega dispuso de cuatro etapas para un recorrido total de 658,9 km.
| Etapa     | Fecha     | Recorrido                 | type                   | Distancia (km) | Ganador            | Líder              |
| --------- | --------- | ------------------------- | ---------------------- | -------------- | ------------------ | ------------------ |
| 1.ª etapa | 29 de may | Solakrossen – Solakrossen | etapa llana            | 179            | Storm Ingebrigtsen | Storm Ingebrigtsen |
| 2.ª etapa | 30 de may | Egersund – Oltedal        | etapa escarpada        | 211,8          | Matthew Brennan    | Matthew Brennan    |
| 3.ª etapa | 31 de may | Jørpeland – Solbakk       | etapa de media montaña | 142            | Maxim Van Gils     | Matthew Brennan    |
| 4.ª etapa | 1 de jun  | Stavanger – Stavanger     | etapa escarpada        | 126            | Matthew Brennan    | Matthew Brennan    |

## Desarrollo de la carrera

### 1.ª etapa
| Solakrossen - Solakrossen | etapa llana | (179 km) |

| \| Clasificación de la etapa \| Clasificación de la etapa \| Clasificación de la etapa \| Clasificación de la etapa \| Clasificación de la etapa \| \| Ciclista \| Ciclista \| Equipo \| Tiempo \| \| \| ------------------------- \| ------------------------- \| -------------------------- \| ------------------------- \| ------------------------- \| \| 1.º \| Storm Ingebrigtsen \| Team Coop-Repsol \| 4 h 06 min 57 s \| \| \| 2.º \| Matthew Brennan \| Team Visma \\| Lease a Bike \| + 3 s \| \| \| 3.º \| Tibor Del Grosso \| Alpecin-Deceuninck \| + 3 s \| \| \| 4.º \| Juan Sebastián Molano \| UAE Team Emirates XRG \| + 3 s \| \| \| 5.º \| Alexander Kristoff \| Uno-X Mobility \| + 3 s \| \| |                       |                            |                 |
| |                       |                            |                 |
| |                       |                            |                 |
| Clasificación de la etapa |                       |                            |                 |
| Ciclista | Ciclista              | Equipo                     | Tiempo          |
| 1.º | Storm Ingebrigtsen    | Team Coop-Repsol           | 4 h 06 min 57 s |
| 2.º | Matthew Brennan       | Team Visma \| Lease a Bike | + 3 s           |
| 3.º | Tibor Del Grosso      | Alpecin-Deceuninck         | + 3 s           |
| 4.º | Juan Sebastián Molano | UAE Team Emirates XRG      | + 3 s           |
| 5.º | Alexander Kristoff    | Uno-X Mobility             | + 3 s           |

| \| Clasificación general \| Clasificación general \| Clasificación general \| Clasificación general \| Clasificación general \| \| Ciclista \| Ciclista \| Equipo \| Tiempo \| \| \| --------------------- \| --------------------- \| -------------------------- \| --------------------- \| --------------------- \| \| 1.º \| Storm Ingebrigtsen \| Team Coop-Repsol \| 4 h 06 min 43 s \| \| \| 2.º \| Matthew Brennan \| Team Visma \\| Lease a Bike \| + 11 s \| \| \| 3.º \| Tibor Del Grosso \| Alpecin-Deceuninck \| + 13 s \| \| \| 4.º \| Juan Sebastián Molano \| UAE Team Emirates XRG \| + 17 s \| \| \| 5.º \| Alexander Kristoff \| Uno-X Mobility \| + 17 s \| \| |                       |                            |                 |
| |                       |                            |                 |
| |                       |                            |                 |
| Clasificación general |                       |                            |                 |
| Ciclista | Ciclista              | Equipo                     | Tiempo          |
| 1.º | Storm Ingebrigtsen    | Team Coop-Repsol           | 4 h 06 min 43 s |
| 2.º | Matthew Brennan       | Team Visma \| Lease a Bike | + 11 s          |
| 3.º | Tibor Del Grosso      | Alpecin-Deceuninck         | + 13 s          |
| 4.º | Juan Sebastián Molano | UAE Team Emirates XRG      | + 17 s          |
| 5.º | Alexander Kristoff    | Uno-X Mobility             | + 17 s          |

### 2.ª etapa
| Egersund - Oltedal | etapa escarpada | (211,8 km) |

| \| Clasificación de la etapa \| Clasificación de la etapa \| Clasificación de la etapa \| Clasificación de la etapa \| Clasificación de la etapa \| \| Ciclista \| Ciclista \| Equipo \| Tiempo \| \| \| ------------------------- \| ------------------------- \| -------------------------- \| ------------------------- \| ------------------------- \| \| 1.º \| Matthew Brennan \| Team Visma \\| Lease a Bike \| 5 h 09 min 12 s \| \| \| 2.º \| Maxim Van Gils \| Red Bull-Bora-Hansgrohe \| + 0 s \| \| \| 3.º \| Victor Langellotti \| Ineos Grenadiers \| + 0 s \| \| \| 4.º \| Tobias Lund Andresen \| Team Picnic-PostNL \| + 3 s \| \| \| 5.º \| Jan Christen \| UAE Team Emirates XRG \| + 3 s \| \| |                      |                            |                 |
| |                      |                            |                 |
| |                      |                            |                 |
| Clasificación de la etapa |                      |                            |                 |
| Ciclista | Ciclista             | Equipo                     | Tiempo          |
| 1.º | Matthew Brennan      | Team Visma \| Lease a Bike | 5 h 09 min 12 s |
| 2.º | Maxim Van Gils       | Red Bull-Bora-Hansgrohe    | + 0 s           |
| 3.º | Victor Langellotti   | Ineos Grenadiers           | + 0 s           |
| 4.º | Tobias Lund Andresen | Team Picnic-PostNL         | + 3 s           |
| 5.º | Jan Christen         | UAE Team Emirates XRG      | + 3 s           |

| \| Clasificación general \| Clasificación general \| Clasificación general \| Clasificación general \| Clasificación general \| \| Ciclista \| Ciclista \| Equipo \| Tiempo \| \| \| --------------------- \| --------------------- \| -------------------------- \| --------------------- \| --------------------- \| \| 1.º \| Matthew Brennan \| Team Visma \\| Lease a Bike \| 9 h 15 min 56 s \| \| \| 2.º \| Victor Langellotti \| Ineos Grenadiers \| + 12 s \| \| \| 3.º \| Tibor Del Grosso \| Alpecin-Deceuninck \| + 15 s \| \| \| 4.º \| Storm Ingebrigtsen \| Team Coop-Repsol \| + 16 s \| \| \| 5.º \| Tobias Lund Andresen \| Team Picnic-PostNL \| + 19 s \| \| |                      |                            |                 |
| |                      |                            |                 |
| |                      |                            |                 |
| Clasificación general |                      |                            |                 |
| Ciclista | Ciclista             | Equipo                     | Tiempo          |
| 1.º | Matthew Brennan      | Team Visma \| Lease a Bike | 9 h 15 min 56 s |
| 2.º | Victor Langellotti   | Ineos Grenadiers           | + 12 s          |
| 3.º | Tibor Del Grosso     | Alpecin-Deceuninck         | + 15 s          |
| 4.º | Storm Ingebrigtsen   | Team Coop-Repsol           | + 16 s          |
| 5.º | Tobias Lund Andresen | Team Picnic-PostNL         | + 19 s          |

### 3.ª etapa
| Jørpeland - Solbakk | etapa de media montaña | (142 km) |

| \| Clasificación de la etapa \| Clasificación de la etapa \| Clasificación de la etapa \| Clasificación de la etapa \| Clasificación de la etapa \| \| Ciclista \| Ciclista \| Equipo \| Tiempo \| \| \| ------------------------- \| ------------------------- \| -------------------------- \| ------------------------- \| ------------------------- \| \| 1.º \| Maxim Van Gils \| Red Bull-Bora-Hansgrohe \| 3 h 23 min 17 s \| \| \| 2.º \| Matthew Brennan \| Team Visma \\| Lease a Bike \| + 0 s \| \| \| 3.º \| Victor Langellotti \| Ineos Grenadiers \| + 0 s \| \| \| 4.º \| Jan Christen \| UAE Team Emirates XRG \| + 0 s \| \| \| 5.º \| Huub Artz \| Intermarché-Wanty \| + 3 s \| \| |                    |                            |                 |
| |                    |                            |                 |
| |                    |                            |                 |
| Clasificación de la etapa |                    |                            |                 |
| Ciclista | Ciclista           | Equipo                     | Tiempo          |
| 1.º | Maxim Van Gils     | Red Bull-Bora-Hansgrohe    | 3 h 23 min 17 s |
| 2.º | Matthew Brennan    | Team Visma \| Lease a Bike | + 0 s           |
| 3.º | Victor Langellotti | Ineos Grenadiers           | + 0 s           |
| 4.º | Jan Christen       | UAE Team Emirates XRG      | + 0 s           |
| 5.º | Huub Artz          | Intermarché-Wanty          | + 3 s           |

| \| Clasificación general \| Clasificación general \| Clasificación general \| Clasificación general \| Clasificación general \| \| Ciclista \| Ciclista \| Equipo \| Tiempo \| \| \| --------------------- \| --------------------- \| -------------------------- \| --------------------- \| --------------------- \| \| 1.º \| Matthew Brennan \| Team Visma \\| Lease a Bike \| 12 h 39 min 03 s \| \| \| 2.º \| Victor Langellotti \| Ineos Grenadiers \| + 18 s \| \| \| 3.º \| Jan Christen \| UAE Team Emirates XRG \| + 29 s \| \| \| 4.º \| Tibor Del Grosso \| Alpecin-Deceuninck \| + 33 s \| \| \| 5.º \| Huub Artz \| Intermarché-Wanty \| + 34 s \| \| |                    |                            |                  |
| |                    |                            |                  |
| |                    |                            |                  |
| Clasificación general |                    |                            |                  |
| Ciclista | Ciclista           | Equipo                     | Tiempo           |
| 1.º | Matthew Brennan    | Team Visma \| Lease a Bike | 12 h 39 min 03 s |
| 2.º | Victor Langellotti | Ineos Grenadiers           | + 18 s           |
| 3.º | Jan Christen       | UAE Team Emirates XRG      | + 29 s           |
| 4.º | Tibor Del Grosso   | Alpecin-Deceuninck         | + 33 s           |
| 5.º | Huub Artz          | Intermarché-Wanty          | + 34 s           |

### 4.ª etapa
| Stavanger - Stavanger | etapa escarpada | (126 km) |

| \| Clasificación de la etapa \| Clasificación de la etapa \| Clasificación de la etapa \| Clasificación de la etapa \| Clasificación de la etapa \| \| Ciclista \| Ciclista \| Equipo \| Tiempo \| \| \| ------------------------- \| ------------------------- \| -------------------------- \| ------------------------- \| ------------------------- \| \| 1.º \| Matthew Brennan \| Team Visma \\| Lease a Bike \| 2 h 53 min 29 s \| \| \| 2.º \| Alexander Kristoff \| Uno-X Mobility \| + 0 s \| \| \| 3.º \| Tobias Lund Andresen \| Team Picnic-PostNL \| + 0 s \| \| \| 4.º \| Ethan Vernon \| Israel-Premier Tech \| + 0 s \| \| \| 5.º \| Tibor Del Grosso \| Alpecin-Deceuninck \| + 0 s \| \| |                      |                            |                 |
| |                      |                            |                 |
| |                      |                            |                 |
| Clasificación de la etapa |                      |                            |                 |
| Ciclista | Ciclista             | Equipo                     | Tiempo          |
| 1.º | Matthew Brennan      | Team Visma \| Lease a Bike | 2 h 53 min 29 s |
| 2.º | Alexander Kristoff   | Uno-X Mobility             | + 0 s           |
| 3.º | Tobias Lund Andresen | Team Picnic-PostNL         | + 0 s           |
| 4.º | Ethan Vernon         | Israel-Premier Tech        | + 0 s           |
| 5.º | Tibor Del Grosso     | Alpecin-Deceuninck         | + 0 s           |

## Clasificaciones finales
- Las clasificaciones finalizaron de la siguiente forma:[2]

### Clasificación general
| \| Clasificación general \| Clasificación general \| Clasificación general \| Clasificación general \| Clasificación general \| \| Ciclista \| Ciclista \| Equipo \| Tiempo \| \| \| --------------------- \| --------------------- \| -------------------------- \| --------------------- \| --------------------- \| \| 1.º \| Matthew Brennan \| Team Visma \\| Lease a Bike \| 15 h 32 min 22 s \| \| \| 2.º \| Victor Langellotti \| Ineos Grenadiers \| + 28 s \| \| \| 3.º \| Jan Christen \| UAE Team Emirates XRG \| + 39 s \| \| \| 4.º \| Tobias Lund Andresen \| Team Picnic-PostNL \| + 43 s \| \| \| 5.º \| Tibor Del Grosso \| Alpecin-Deceuninck \| + 43 s \| \| \| 6.º \| Huub Artz \| Intermarché-Wanty \| + 44 s \| \| \| 7.º \| Ådne Holter \| Uno-X Mobility \| + 47 s \| \| \| 8.º \| Jonas Geens \| Team Flanders-Baloise \| + 55 s \| \| \| 9.º \| Fredrik Dversnes \| Uno-X Mobility \| + 1 min 00 s \| \| \| 10.º \| Vincent Van Hemelen \| Team Flanders-Baloise \| + 1 min 00 s \| \| |                      |                            |                  |
| |                      |                            |                  |
| |                      |                            |                  |
| Clasificación general |                      |                            |                  |
| Ciclista | Ciclista             | Equipo                     | Tiempo           |
| 1.º | Matthew Brennan      | Team Visma \| Lease a Bike | 15 h 32 min 22 s |
| 2.º | Victor Langellotti   | Ineos Grenadiers           | + 28 s           |
| 3.º | Jan Christen         | UAE Team Emirates XRG      | + 39 s           |
| 4.º | Tobias Lund Andresen | Team Picnic-PostNL         | + 43 s           |
| 5.º | Tibor Del Grosso     | Alpecin-Deceuninck         | + 43 s           |
| 6.º | Huub Artz            | Intermarché-Wanty          | + 44 s           |
| 7.º | Ådne Holter          | Uno-X Mobility             | + 47 s           |
| 8.º | Jonas Geens          | Team Flanders-Baloise      | + 55 s           |
| 9.º | Fredrik Dversnes     | Uno-X Mobility             | + 1 min 00 s     |
| 10.º | Vincent Van Hemelen  | Team Flanders-Baloise      | + 1 min 00 s     |

### Clasificación por puntos
| Clasificación por puntos | Clasificación por puntos | Clasificación por puntos   | Clasificación por puntos | Clasificación por puntos |
| Ciclista                 | Ciclista                 | Equipo                     | Puntos                   |                          |
| ------------------------ | ------------------------ | -------------------------- | ------------------------ | ------------------------ |
| 1.º                      | Matthew Brennan          | Team Visma \| Lease a Bike | 84 pts                   |                          |
| 2.º                      | Tobias Lund Andresen     | Team Picnic-PostNL         | 51 pts                   |                          |
| 3.º                      | Tibor Del Grosso         | Alpecin-Deceuninck         | 51 pts                   |                          |
| 4.º                      | Alexander Kristoff       | Uno-X Mobility             | 38 pts                   |                          |
| 5.º                      | Storm Ingebrigtsen       | Team Coop-Repsol           | 33 pts                   |                          |

### Clasificación de la montaña
| Clasificación de la montaña | Clasificación de la montaña | Clasificación de la montaña     | Clasificación de la montaña | Clasificación de la montaña |
| Ciclista                    | Ciclista                    | Equipo                          | Puntos                      |                             |
| --------------------------- | --------------------------- | ------------------------------- | --------------------------- | --------------------------- |
| 1.º                         | Emil Toudal                 | ColoQuick                       | 35 pts                      |                             |
| 2.º                         | Joshua Gudnitz              | ColoQuick                       | 21 pts                      |                             |
| 3.º                         | Brage Aulstad               | Lillehammer CK Continental Team | 12 pts                      |                             |
| 4.º                         | Kasper Haugland             | Noruega                         | 12 pts                      |                             |
| 5.º                         | Storm Ingebrigtsen          | Team Coop-Repsol                | 10 pts                      |                             |

### Clasificación de los jóvenes
| Clasificación del mejor joven | Clasificación del mejor joven | Clasificación del mejor joven | Clasificación del mejor joven | Clasificación del mejor joven |
| Ciclista                      | Ciclista                      | Equipo                        | Tiempo                        |                               |
| ----------------------------- | ----------------------------- | ----------------------------- | ----------------------------- | ----------------------------- |
| 1.º                           | Matthew Brennan               | Team Visma \| Lease a Bike    | 15 h 32 min 22 s              |                               |
| 2.º                           | Jan Christen                  | UAE Team Emirates XRG         | + 39 s                        |                               |
| 3.º                           | Tibor Del Grosso              | Alpecin-Deceuninck            | + 43 s                        |                               |
| 4.º                           | Bjoern Koerdt                 | Team Picnic-PostNL            | + 1 min 12 s                  |                               |
| 5.º                           | Jørgen Nordhagen              | Team Visma \| Lease a Bike    | + 1 min 20 s                  |                               |

### Clasificación por equipos
| Clasificación por equipos | Clasificación por equipos  | Clasificación por equipos | Clasificación por equipos |
| Equipo                    | Equipo                     | Tiempo                    |                           |
| ------------------------- | -------------------------- | ------------------------- | ------------------------- |
| 1.º                       | Team Visma \| Lease a Bike | 46 h 40 min 02 s          |                           |
| 2.º                       | Team Flanders-Baloise      | + 1 min 15 s              |                           |
| 3.º                       | Team Picnic-PostNL         | + 1 min 23 s              |                           |
| 4.º                       | Uno-X Mobility             | + 3 min 25 s              |                           |
| 5.º                       | UAE Team Emirates XRG      | + 3 min 25 s              |                           |

## Evolución de las clasificaciones
| Etapa                   |                         | Ganador _          | Clasificación general | Puntos             | Montaña            | Jóvenes            |
| ----------------------- | ----------------------- | ------------------ | --------------------- | ------------------ | ------------------ | ------------------ |
| 1.ª etapa               | etapa llana             | Storm Ingebrigtsen | Storm Ingebrigtsen    | Storm Ingebrigtsen | Storm Ingebrigtsen | Storm Ingebrigtsen |
| 2.ª etapa               | etapa escarpada         | Matthew Brennan    | Matthew Brennan       | Matthew Brennan    | Emil Toudal        | Matthew Brennan    |
| 3.ª etapa               | etapa de media montaña  | Maxim Van Gils     | Matthew Brennan       | Matthew Brennan    | Joshua Gudnitz     | Matthew Brennan    |
| 4.ª etapa               | etapa escarpada         | Matthew Brennan    | Matthew Brennan       | Matthew Brennan    | Emil Toudal        | Matthew Brennan    |
| Clasificaciones finales | Clasificaciones finales |                    | Matthew Brennan       | Matthew Brennan    | Emil Toudal        | Matthew Brennan    |

## UCI World Ranking
El Tour de Noruega otorgó puntos para el UCI World Ranking para corredores de los equipos en las categorías UCI WorldTeam, UCI ProTeam y Continental. Las siguientes tablas son el baremo de puntuación y los diez corredores que obtuvieron más puntos:
| Posición              | 1.º | 2.º | 3.º | 4.º | 5.º | 6.º | 7.º | 8.º | 9.º | 10.º | 11.º | 12.º | 13.º | 14.º | 15.º | 16.º-30.º | 31.º-40.º |
| Clasificación general | 200 | 150 | 125 | 100 | 85  | 70  | 60  | 50  | 40  | 35   | 30   | 25   | 20   | 15   | 10   | 5         | 3         |
| Por etapa             | 20  | 15  | 10  | 5   | 3   |     |     |     |     |      |      |      |      |      |      |           |           |
| Líder                 | 5   |     |     |     |     |     |     |     |     |      |      |      |      |      |      |           |           |

| Clasificación |                      |                         |         |       |       |       |
| Posición      | Ciclista             | Equipo                  | General | Etapa | Líder | Total |
| ------------- | -------------------- | ----------------------- | ------- | ----- | ----- | ----- |
| 1.º           | Matthew Brennan      | Visma \| Lease a Bike   | 200     | 70    | 10    | 280   |
| 2.º           | Victor Langellotti   | INEOS Grenadiers        | 150     | 20    | -     | 170   |
| 3.º           | Jan Christen         | UAE Emirates XRG        | 125     | 8     | -     | 133   |
| 4.º           | Tobias Lund Andresen | Picnic PostNL           | 100     | 15    | -     | 115   |
| 5.º           | Tibor Del Grosso     | Alpecin-Deceuninck      | 85      | 13    | -     | 98    |
| 6.º           | Huub Artz            | Intermarché-Wanty       | 70      | 3     | -     | 73    |
| 7.º           | Ådne Holter          | INEOS Grenadiers        | 60      | -     | -     | 60    |
| 8.º           | Jonas Geens          | Flanders-Baloise        | 50      | -     | -     | 50    |
| 9.º           | Fredrik Dversnes     | Uno-X Mobility          | 40      | -     | -     | 40    |
| 10.º          | Maxim Van Gils       | Red Bull-BORA-hansgrohe | 5       | 35    | -     | 40    |